# Heinrich Wittich (Politiker, 1865)
Johannes Heinrich Wittich (* 30. Mai 1865 in Holzhausen; † 26. Februar 1943 in Frankfurt am Main) war ein deutscher Politiker (SPD) und Mitglied des Provinziallandtages der Provinz Hessen-Nassau sowie des Preußischen Landtages.

## Leben
Heinrich Wittich absolvierte nach seiner Schulausbildung eine Brauerlehre und ging anschließend auf Wanderschaft. Nach seinem Militärdienst war er in verschiedenen Großbetrieben als Braumeister tätig und wurde Mitglied im Verband der Brauereiarbeiter, wo er im Jahre  1900 Gauvorsitzender und von 1908 bis 1933 Vorsitzender der Zahlstelle bzw. des Verbandsausschusses war.
Von 1892 bis 1989 betrieb er in Frankfurt am Main eine Gastwirtschaft und war von 1898 bis 1908 als Beamter bei der Allgemeinen Ortskrankenkasse in Frankfurt beschäftigt.
Er trat der SPD bei und war von 1908 bis 1918 Parteisekretär und Mitglied der Frankfurter Stadtverordnetenversammlung.
1919 erhielt er zusammen mit weiteren 22 Bewerbern aus dem Wahlkreis 19 Hessen-Nassau ein Mandat für die verfassungsgebende Preußische Landesversammlung und blieb bis 1921 in diesem Parlament.
Anschließend war er bis 1928 Mitglied des Preußischen Landtags.
1920 erhielt er ein Mandat für den Nassauischen Kommunallandtag des preußischen Regierungsbezirks Wiesbaden bzw. für den Provinziallandtag der Provinz Hessen-Nassau, wo er Mitglied des Geschäftsordnungsausschusses war.
Seinen Lebensunterhalt verdiente er als selbstständiger Kaufmann (1921–1926), als Angestellter beim Verband der Lebensmittel- und Getränkearbeiter (1926–1928) und bis 1933 als Betreiber einer staatlichen Lotterieannahmestelle, als die Nationalsozialisten ihm wegen seiner Parteizugehörigkeit die Lizenz entzogen.

### Öffentliche Ämter
- 1919–1921 Referent bei der Reichsstelle für Speisefette für die Provinz Hessen-Nassau